# الفصحى ونظرية الفكر العامي (كتاب)
الفصحى ونظرية الفكر العامي كتاب من تأليف الدكتور مرزوق بن تنباك، صدر عام 1986م/ 1407هـ. ويناقش قضية الاتجاه نحو العامية في العالم العربي، كما ميز المؤلف بين شيئين: اللغة المحكية العامية التي تستحوذ على مساحة كبيرة من اهتمام الناس، والفكر الذي يستثمر هذه المساحة للكسب المادي والمعنوي. حصل الكتاب على جائزة مكتب التربية العربي لدول الخليج العربي لعام 1406 - 1407هـ.

## محتوى الكتاب
- الفصل الأول: يتناول مدارس الاستشراق، وموضوع التأليف والنشر باللهجات العامية، والتأليف في عصر النهضة، ومؤلفات المستشرقين بالعامية.
- الفصل الثاني: يتحدث المولف فيه عن بداية الاهتمام بالعامية في الجزيرة العربية، والشعر العامي (النبطي) ابن سليمان والعامية.
- الفصل الثالث: عن دور الصحافة في نشر العامية.
- الفصل الرابع: عن النشر والتأليف بالعامية في الجزيرة العربية (الصفحات العامية)، والشعر العامي في رأي العارفين به وأسباب الاتجاه إلى العامية، ولماذا الاهتمام بالعامية.
- الفصل الخامس: تأصيل العامية وإثراؤها والعوامل المساعدة على النشر بالعامية.
- الفصل السادس يناقش العامية والفكر في قراءة في آراء محبي العامية.
- الفصل السابع: حديث عن تقعيد العامية وتقنينها ومركز التراث الشعبي والأبجدية العامية مع الأبجدية العربية.
- الفصل الثامن: عن الشعر الفصيح والشعر العامي، والمعاني والقيم الاجتماعية (الضيافة - المروءة - الجوار) واللغة والفكر.
- الفصل التاسع يتحدث عن العامية والإعلام.
- الفصل العاشر: عن المفكرين والعامية ومصير الشعر العامي.[3]